# 久保保久
久保保久（日语：／ Kubo Yasuhisa，1980年3月—），日本漫畫家。男性。出身於大阪府。

## 來歷
2002年底，22歲的他向《Morning》（講談社）投稿的作品《Magnum井上_青春的憂鬱》準入選第42屆千葉徹彌獎。之後移居東京，2004年夏天，當時24歲投稿的作品《漆原教授的秘密》入選第45屆千葉徹彌獎。
之後，擔任日本橋陽子的助手。以降轉移至《Evening》（講談社），並於2007年開始連載代表作《召喚惡魔》出道。

## 作品列表

### 連載作品
- 召喚惡魔（《Evening》2007年21號—2019年1號，全16冊）。

一部關於魔鬼與天使的搞笑漫畫。限定版書中附有動畫DVD，電視動畫則於2011年4月至7月及2013年4月至7月播出兩季。

### 其它
- 《出張！上司 島耕作 島耕作致敬》漫畫貢獻。
- 《少女FIGHT（日语：少女ファイト）》第7冊特裝版附錄選集「少年FIGHT」漫畫貢獻。

## 師父
- 日本橋陽子（日语：日本橋ヨヲコ）

## 外部連結
- 久保保久的X（前Twitter） （日語）